# Судебная антропология

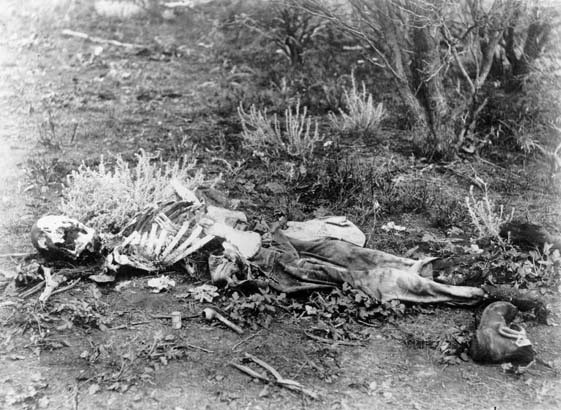
Судебные антропологи помогли опознать скелетированные человеческие останки, найденные в Западной Австралии (около 1900—1910 гг.)

Судебная антропология (англ. Forensic anthropology) — прикладная научная дисциплина, сочетающая в себе физическую антропологию, остеологию человека и судебную медицину. Как правило, судебные антропологи привлекаются судом или следствием для решения вопросов, требующих специальных познаний, например с целью идентификации личности при обнаружении костных останков. 
Это специальная область физической антропологии (изучение человеческих останков), которая занимается анализом костей скелета человека и применением методов археологии.

## В культуре
О расследованиях, проводимых судебным антропологом, пишет в своих произведениях британский детективный писатель Саймон Бекетт.